# Звенигово
Звени́гово (мар. Провой) — город (с 1974 года) в Республике Марий Эл Российской Федерации. Центр Звениговского района, образует городское поселение Звенигово.

## География
Расположен на низком левом берегу Волги (Куйбышевское водохранилище) в зоне лесов, пристань, в 74 км (по прямой) и 93 км (по автодороге) к югу от Йошкар-Олы, в 32 км от ближайшей железнодорожной станции Шелангер.

## История
Возникновение населённого пункта на месте современного города было связано с бурным развитием речных перевозок во второй половине XIX века. В 1860 году пароходное акционерное общество «Дружина» построило механические мастерские на берегу затона в малонаселённой лесистой местности на левом берегу Волги, между Казанью и Чебоксарами. Незадолго до этого рядом с затоном возникло русское поселение — выселок Чекуры. Затон стали называть Чекурским или Звенижским (Звениговским), по названию впадающей в затон небольшой речки Звениги.
В 1892 ремонтные мастерские превратились в целый завод с 3 паровыми машинами, 2 паровыми котлами, 22 механическими станками. Под началом 4 мастеров трудились около 200 рабочих, мастеровых и учеников, многие из них перебрались из выселка Чекуры и соседних деревень. В 1878 при заводе была построена деревянная церковь. В том же году «Дружина» открыла для детей работников училище на 40 учеников обоего пола. Для лечения работников и членов их семей имелись больничный флигель и аптека. В 1906-13 годах помимо судоремонтного механического завода в Звенигово работал стекольный завод. 
После Октябрьской революции и гражданской войны завод после пожара 1920 года был возрожден и получил название «Красный волгарь». В 1924 году Звениговский затон становится рабочим посёлком Звенигово и центром вновь образованного Звениговского кантона Марийской автономной области, с 1932 года — Звениговского района. В 1930-х годах население посёлка составляло более 3000 человек, имелась 1 средняя школа, 1 начальная школа, 2 детских сада, 2 больницы. Работали Звениговский лесхоз, молочный завод, артель «Волгарец», пищекомбинат, 2 хлебопекарни, 2 столовые, баня и парикмахерская. 10 июля 1974 Указом Президиума Верховного Совета РСФСР рабочему посёлку Звенигово был присвоен статус города районного подчинения
В соответствии с Законом Республики Марий Эл от 18 июня 2004 года № 15-З «О статусе, границах и составе муниципальных районов, городских округов в Республике Марий Эл» город становится административным центром городского поселения Звенигово и Звениговского муниципального района.

## Население
| 1924    | 1931    | 1939    | 1959    | 1970    | 1974    | 1979    | 1989    | 1992    |
| ------- | ------- | ------- | ------- | ------- | ------- | ------- | ------- | ------- |
| 600     | ↗2500   | ↗5200   | ↗7213   | ↗8597   | ↗10 758 | ↗12 013 | ↗14 239 | ↗14 800 |
| 1996    | 1998    | 2000    | 2001    | 2002    | 2003    | 2005    | 2006    | 2007    |
| ↘14 600 | ↘14 400 | ↘14 200 | ↘14 100 | ↘12 722 | ↘12 700 | ↘12 500 | ↘12 400 | ↘12 300 |
| 2008    | 2009    | 2010    | 2011    | 2012    | 2013    | 2014    | 2015    | 2016    |
| →12 300 | ↘12 179 | ↘11 946 | ↘11 900 | ↘11 848 | ↘11 764 | ↘11 729 | ↘11 681 | ↘11 504 |
| 2017    | 2018    | 2019    | 2020    | 2021    | 2023    |         |         |         |
| ↘11 379 | ↘11 204 | ↘11 049 | ↘10 904 | ↗10 994 | ↘10 822 |         |         |         |

На 1 января 2025 года по численности населения город находился на 894-м месте из 1124 городов Российской Федерации.

## Образование
- МОУ «Звениговская средняя общеобразовательная школа №1» (основана в 1878 году)
- МОУ «Звениговская средняя общеобразовательная школа №3» (открыта в 1988 году)
- МОУ «Звениговский лицей» (основан в 1937 году)
- ГБОУ Республики Марий Эл «Звениговская санаторная школа-интернат» (открыта в 1961 году)
- ГКУ «Звениговский Социально-Реабилитационный Центр для Несовершеннолетних» (закрыт в 2016 году)
- МУ ДО «Звениговский центр детского творчества»
- МАУ ДО «Спортивно-оздоровительный комплекс «Жемчужина» (открыт в 2010 году)
- МБУ ДО «Звениговский центр физической культуры и спорта» (ликвидирован в 2022 году)
- 6 дошкольных образовательных учреждений

## Здравоохранение
- ГБУ «Звениговская центральная районная больница» (современный больничный комплекс введен в эксплуатацию в 1983 году)

## Достопримечательности
- В 3 км к востоку от города Звенигово есть священная роща — кусото Микола курык[3].

- Центральный бульвар. (недоступная ссылка — история).
- Уменьшенная копия Эйфелевой башни. (недоступная ссылка — история).

## Религия
В городе действует православный храм Николая Чудотворца.

## Экономика
- Судостроительно-судоремонтный завод им. Бутякова С. Н.[27]
- Лесокомбинат.
- ООО «Ресурс».
- Звениговский городской молочный комбинат[28] (основан в 1939 году).
- Множество предприятий малого бизнеса.

Несмотря на свои небольшие для города размеры, имеет достаточно длинную береговую линию.

## Известные уроженцы
- Александров Владимир Викторович (1937—2014) — первый помощник механика теплохода «ОТ-2412» на судоремонтно-судостроительном заводе имени С. Бутякова в г. Звенигово Марийской АССР / Марий Эл (1984―1993). Лауреат Государственной премии СССР (1990).

## Известные жители
- Артюшов Анатолий Андрианович (1932—2019) — советский юрист, судья. Народный судья, председатель Звениговского народного районного суда (1957—1971).
- Бутяков Сергей Николаевич (1916—1940) — участник Советско-финской войны, первый чуваш, удостоенный звания Герой Советского Союза. Детские годы провёл в посёлке Звенигово. После окончания шестого класса Звениговской средней школы поступил в школу ФЗУ, где овладел профессией кузнеца.
- Гудым Борис Андреевич (1928—1990) — главный врач Звениговской центральной районной больницы (1956—1970), заслуженный врач РСФСР (1975).
- Токмурзин Валентин Максимович (1912—1998) — главный агроном Звениговского района (1964—1970). Заслуженный агроном Марийской АССР (1960). Кавалер ордена Ленина (1951).